# Heinrich Harries
Pour les articles homonymes, voir Harries.
Heinrich Harries (né le 9 septembre 1762 à Flensbourg et mort le 28 septembre 1802 à Brügge) est un pasteur protestant et compositeur allemand qui publia le 27 janvier 1790 les paroles de l'hymne de l'Empire allemand, Heil dir im Siegerkranz, sur la musique de l'hymne national anglais God Save the Queen.
Son arrière petit-fils est le chimiste allemand Carl Harries.